# ملعب أحمدو بيلو
ملعب أحمدو بيلو هو ملعب متعدد الاستخدامات يقع في مدينة كادونا في ولاية كادونا في نيجيريا. منذ عام 2006 وهو حاليا يستخدم في مباريات كرة القدم. يتسع الأستاد لحوالى 16,000 متفرج. والملعب واحد من ثماني ملاعب تم استخدامها في كأس العالم للناشئين لكرة القدم 2009 التي عقدت في نيجيريا. وقد تم تسمية الملعب على اسم أحمدو بلو. الملعب يضم القسم الرئيسى لسباقات المضمار والميدان، فضلا عن كرة القدم واثنين من المراكز الرياضية المغلقة.